# Echinopsolus acutus
Echinopsolus acutus is een zeekomkommer uit de familie Cucumariidae.
De wetenschappelijke naam van de soort werd in 1992 gepubliceerd door Massin.